# Lisa Hammond
Lisa Jayne H. Hammond (Chichester, 3 juni 1978) is een Britse actrice. 

## Carrière
Hammond begon in 1994 als jeugdactrice in de televisieserie Grange Hill, waar zij in 30 afleveringen speelde. Hierna speelde zij nog in meerdere televisieseries en films, zij is vooral bekend van haar rol als Donna Yates in de televisieserie EastEnders waar zij in meer dan 363 afleveringen speelde (2014-2018). 

## Filmografie

### Films
Uitgezonderd korte films.
- 2015 Esio Trot - als mrs. Desmond
- 2009 Kung Fu Flid - als Judy
- 2008 Mrs In-Betweeny - als Isobel
- 2004 Every Time You Look at Me - als Nicky
- 2000 Quills - als prostituee

### Televisieseries
Uitgezonderd eenmalige gastrollen.
- 2019-2021 The Rubbish World of Dave Spud - als Anna Spud - 78 afl.
- 2014-2018 EastEnders - als Donna Yates - 363 afl.
- 2017 Lowdown Blap - als Lisa - 3 afl.
- 2015-2017 Vera - als Helen Milton - 8 afl.
- 2009-2011 Psychoville - als Kerry - 8 afl.
- 2005 Bleak House - als Harriet - 6 afl.
- 2004 Max & Paddy's Road to Nowhere - als Tina - 3 afl.
- 1994-1996 Grange Hill - als Denny - 30 afl.